# No One Is Innocent (chanson)
Pour les articles homonymes, voir No One Is Innocent.
Singles de Sex Pistols
Holidays in the Sun
(1977) Something Else
(1979)
No One Is Innocent est une chanson du groupe punk britannique Sex Pistols, sorti à l'été 1978.

## Développement
Bien que le groupe se soit séparé au début de l'année 1978 après le départ du chanteur original Johnny Rotten et du bassiste Sid Vicious, les deux membres restants, Paul Cook et Steve Jones, enregistrent avec un nouveau chanteur, le bandit Ronnie Biggs, connu pour avoir participé à l'attaque du train postal Glasgow-Londres en 1963 et en cavale au Brésil à l'époque, car le pays n'a pas d'accord d'extradition avec le Royaume-Uni.
Le titre est enregistré dans un studio 16 pistes inconnue à Rio de Janeiro pendant le séjour de Cook et Jones de la mi-janvier à fin février 1978,. Les paroles de la chanson sont écrites par Biggs, qui assure le chant. Initialement, No One Is Innocent devait s'intituler Cosh the Driver en référence au coup de matraque presque fatal au conducteur du train au cours du braquage de Briggs des années auparavant, mais Virgin opposa son véto, et la chanson est finalement appelé No One Is Innocent (A Punk Prayer by Ronnie Biggs). Sur le pressage du maxi 45 tours, la chanson est sortie sous le titre The Biggest Blow, mais les sorties ultérieures à l'album reprennent le titre original,.

## Sortie et accueil
No One Is Innocent est édité en single « double face A » avec la reprise de My Way par Sid Vicious le 30 juin 1978 et se classe durant dix semaines dans les charts britanniques, dont une à la septième place. Le single est notamment édité en France, distribué par le label Barclay sous le titre Cosh The Driver (A Punk Prayer By Ronnie Briggs) est relégué en face B de My Way, qui est mis plus en avant.

## Classements hebdomadaires
| Classement (1978)              | Meilleure place |
| ------------------------------ | --------------- |
| Royaume-Uni (UK Singles Chart) | 7               |
| Australie (Kent Music Report)  | 68              |